# Myrmecaelurus saevus
Myrmecaelurus saevus är en insektsart som först beskrevs av Walker 1853.  Myrmecaelurus saevus ingår i släktet Myrmecaelurus och familjen myrlejonsländor. Inga underarter finns listade i Catalogue of Life.